# 황색판종
황색판종(黃色板腫, 영어: xanthelasma)은 눈꺼풀 주위 피부 밑에 노랗게 침전되는 황색종의 형태이다. 황색판증(黃色板症), 안검황색종(眼瞼黃色腫), 안검황색증(眼瞼黃色症), 안검황색종증(眼瞼黃色腫症), 황색판(黃色板)이라고도 한다.
작은 크기의 경우 통증이 있을 수도 없을 수도 있으나, 흉터를 남길 수 있으며 제거가 가능하다. 아시아와 지중해 지역 출신의 사람들에게서 흔히 볼 수 있다.
황색판종은 크기가 커지고 덩어리로 되면 종양으로 간주하여 황색종으로 대신 부르기도 한다. 그렇다 할지라도, 황색판종은 단순히 황색종의 아형으로 종종 분류된다.

## 치료
황색판종은 트라이클로로아세트산 필링, 수술, 레이저, 냉동 요법을 통해 제거할 수 있다.

## 같이 보기
- 황색종